# Pseudopilema hoppingi
Pseudopilema hoppingi is een keversoort uit de familie boktorren (Cerambycidae). De wetenschappelijke naam van de soort is voor het eerst geldig gepubliceerd in 1920 door Van Dyke.